# بانجو باترسون

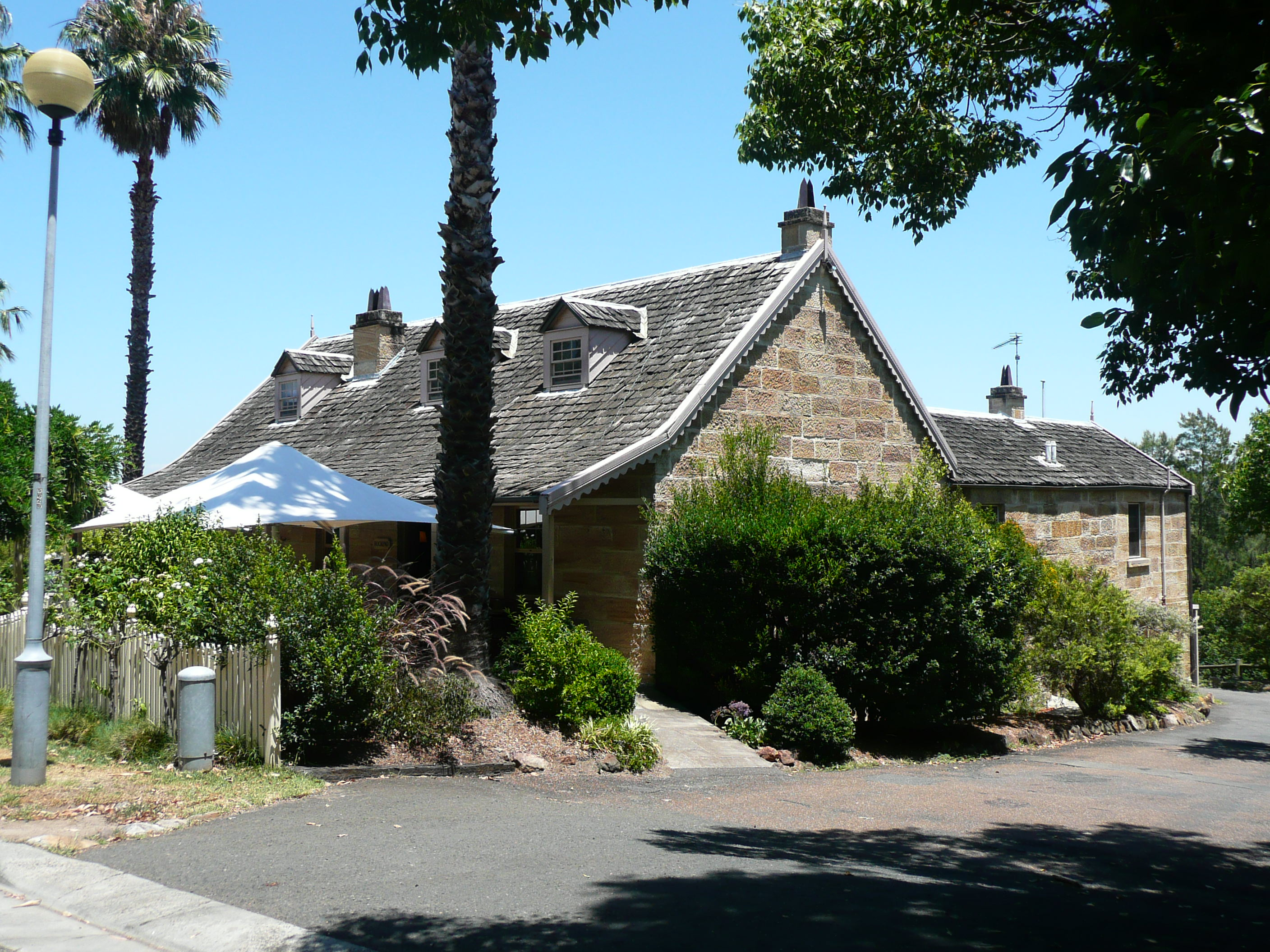
كوخ بانجو باترسون في غلايدزفيل حيث عاش في سبعينات وثمانينات القرن التاسع عشر

أندرو بارتون «بانجو» باترسون (بالإنجليزية: Andrew Barton Paterson)‏ (17 فبراير 1864 - 5 فبراير 1941)  هو شاعر وصحفي ومؤلف أسترالي. كتب العديد من القصائد والأغاني عن الحياة الأسترالية، وركز بشكل خاص على المناطق الريفية والنائية، بما في ذلك منطقة بينالونغ في نيو ساوث ويلز، حيث أمضى معظم طفولته. ومن أبرز قصائد باترسون «والتزنج ماتيلدا» و «الرجل من نهر الثلجي» و «كلانسي من أوفيرفلو».

## السيرة
ولد أندرو بارتون باترسون في عزبة «نارامبلا»، بالقرب من أورانج في نيو ساوث ويلز، وهو أكبر أبناء أندرو بوجل باترسون، وهو مهاجر اسكتلندي من لاناركشاير، وروز إيزابيلا بارتون أسترالية المولد، وهي قريبة بعيدة لرئيس وزراء أستراليا إدموند بارتون. عاشت عائلة باترسون في محطة باكينبا المنعزلة قرب يوفال في نيو ساوث ويلز حتى كان أندرو في الخامسة عندما فقد والده عمله في الصوف في الفيضانات وأجبر على بيع منزله.  توفي عمه جون باترسون، وأخذت عائلته مزرعة جون في إلالونغ، بالقرب من ياس التي تقع قرب الطريق الرئيسي بين ملبورن وسيدني. وكانت عربات الثيران ورعاة الماشية مشاهد مألوفة بالنسبة له. كما كان يشاهد الخيالة من منطقة نهر موروبيدجي وبلدة سنوي ماونتن وهو يشاركون في سباقات النزهات ومباريات البولو، ما أكسبه ولعا بالخيول وألهم كتاباته. 
تعلم باترسون في البداية على يد مربية، ثم بدأ يدرس في مدرسة في بينالونغ. في عام 1874 تم إرسال باترسون إلى مدرسة سيدني لقواعد اللغة، وأظهر نفسه كطالب مجد ورياضي. وخلال هذا الوقت، عاش في كوخ يسمى روكيند في ضواحي غلاديسفيل. تم إدراج الكوخ الآن في سجل العقارات الوطنية. غادر المدرسة المرموقة في سن السادسة عشرة بعد أن رسب في امتحان المنح الدراسية لجامعة سيدني. أصبح بعدها كاتبا قانونيا في شركة محاماة في سيدني برئاسة هربرت سالوي وتم قبوله كمحام في عام 1886.
بدأ باترسون أيضا مسيرته الأدبية في هذه الفترة. وبدأ تقديم ونشر الشعر في مجلة “The Bulletin" من عام 1885، وهي مجلة أدبية تركز على الأدباء في أستراليا. وكان عمله الأول قصيدة تنتقد حرب بريطانيا في السودان، التي شارك فيها الجنود الأستراليون. وفرت له هذه المجلة على مدى العقد المقبل منصة هامة لعمله الأدبي، وظهر فيها باسم مستعار هو "ذا بانجو"، وهو اسم حصانه المفضل. حقق باترسون شهرة كبيرة في البلاد خلال تسعينات القرن التاسع عشر وشكل صداقات مع شخصيات أخرى مهمة في الأدب الأسترالي، مثل إي جاي برادي وبريكر مورانت وهنري لوسون. وقد دخل باترسون في منافسة ودية في الشعر مع لوسون في وصف حياة الأحراش الأسترالية.
أصبح باترسون مراسلا حربيا لصحيفة سيدني مورنينغ هيرالد وذا أيج خلال حرب البوير الثانية، وأبحر إلى جنوب أفريقيا في أكتوبر 1899. وصفت تقاريره عمليات إغاثة كيمبرلي واستسلام بلومفونتين (كان أول مراسل يصل) واحتلال بريتوريا ما جذب له انتباه الصحافة في بريطانيا.  وكان مراسلا أيضا خلال ثورة الملاكمين، حيث التقى بالجنرال جورج موريسون وكتب عن لقائه به في وقت لاحق.  وكان رئيس تحرير صحيفة سيدني إيفينينغ نيوز (1904-06) ومجلة تاون أند كانتري (1907-08).
في عام 1908 عاد من رحلة إلى المملكة المتحدة وقرر التخلي عن الصحافة والكتابة وانتقل مع عائلته إلى عقار مساحته 16,000 هكتار (40,000 فدان) بالقرب من مدينة ياس.
حاول باترسون أن يغطي القتال في فلاندرز في الحرب العالمية الأولى ولم ينجح، لكنه أصبح سائق سيارة إسعاف مع المستشفى الأسترالي الطوعي في ويمريو في فرنسا. عاد إلى أستراليا في بدايات العام 1915، وبصفته طبيبا بيطريا فخريا، سافر في ثلاث رحلات بالخيول إلى أفريقيا والصين ومصر. تم تعيينه في وحدة إعادة التوطين الثانية ضمن القوة الإمبراطورية الأسترالية في 18 أكتوبر 1915، وخدم في البداية في فرنسا حيث أصيب وسجل في عداد المفقودين في يوليو 1916، ثم أصبح قائد وحدة في القاهرة. أعيد لاحقا إلى أستراليا وتم تسريحه من الجيش بعد أن ترقى إلى رتبة رائد في أبريل 1919. وقد انضمت زوجته إلى الصليب الأحمر وعملت في وحدة إسعاف قريبة من زوجها. 
عاد باترسون إلى أستراليا ونشر المجموعة الثالثة من أشعاره بعنوان Saltbush Bill JP، وواصل نشر الأشعار والقصص القصيرة والمقالات واستمر في الكتابة على جريدة Truth الأسبوعية من سيدني.  كما كتب باترسون على دوري كرة الرجبي في عقد 1920 لصالح جريدة سيدني سبورتسمان.
مات باترسون بنوبة قلبية في سيدني في 5 فبراير 1941 وهو يناهز من العمر 76 عاما. يقع قبر باترسون بجانب قبر زوجته في المقبرة التذكارية في الضواحي الشمالية في سيدني.

## الحياة الشخصية
تزوج من "أليس إميلي ووكر" في 8 أبريل 1903، من تنتيرفيلد ستيشن، وكان زواجهما في كنيسة سانت ستيفن المشيخية في تنتيرفيلد في نيو ساوث ويلز. وكان منزلهما يقع في شارع كوين في وولارا. أنجب باترسون طفلينن هما غريس (ولد في 1904) وهيو (ولد في 1906).

## أعمال

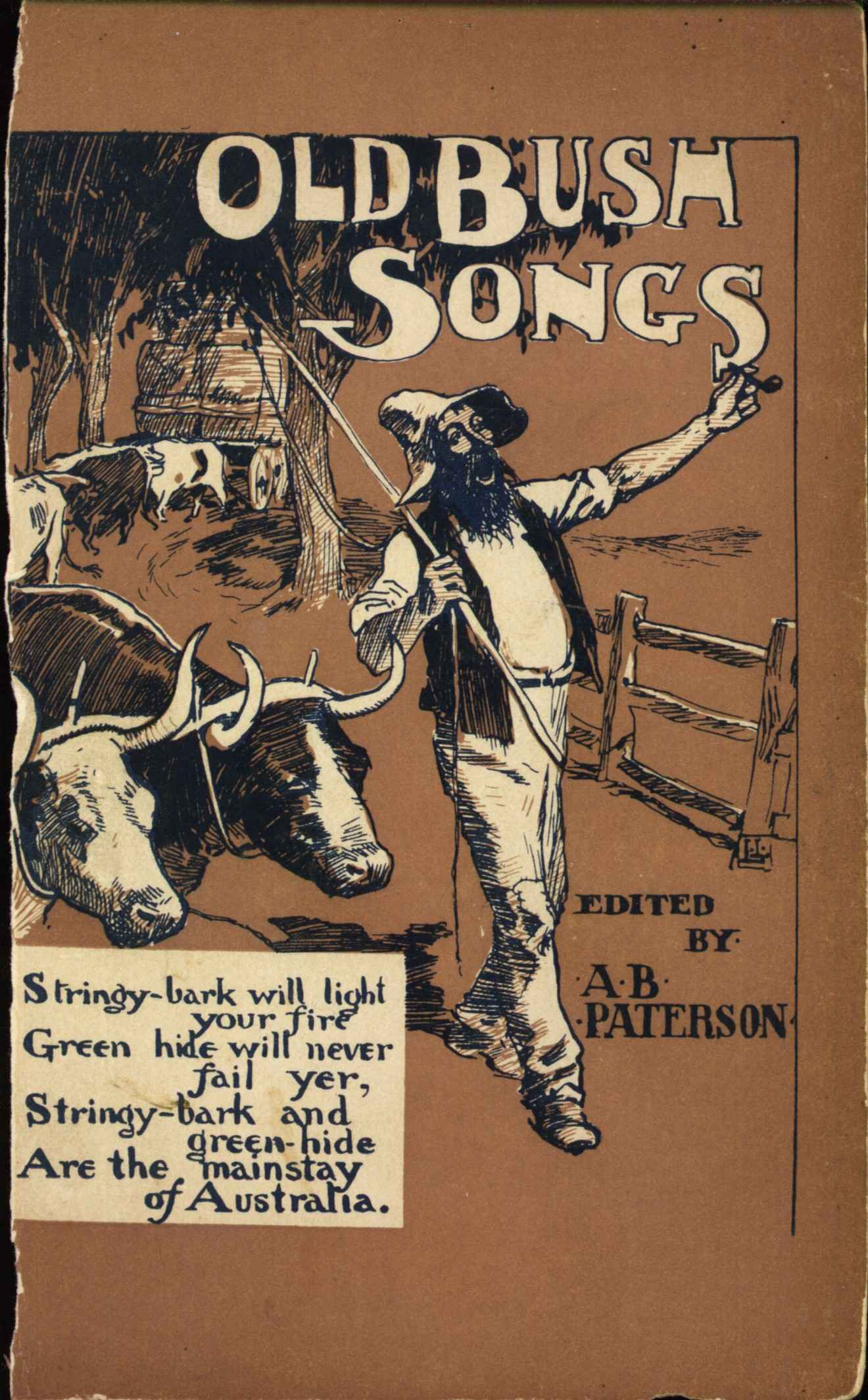
غلاف لمجموعة باترسون عن أغاني الأحراش عام 1905، بعنوان "أغاني الأحراش القديمة"

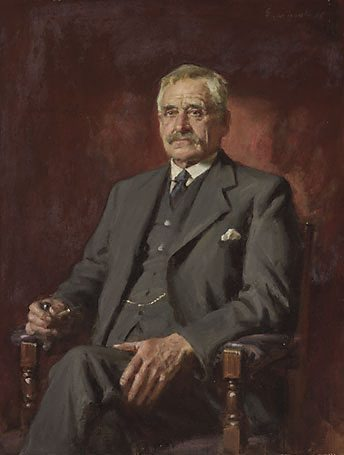
صورة بانجو برسم جون لونجستاف والفائزة بجائزة أرتشيبالد لعام 1935

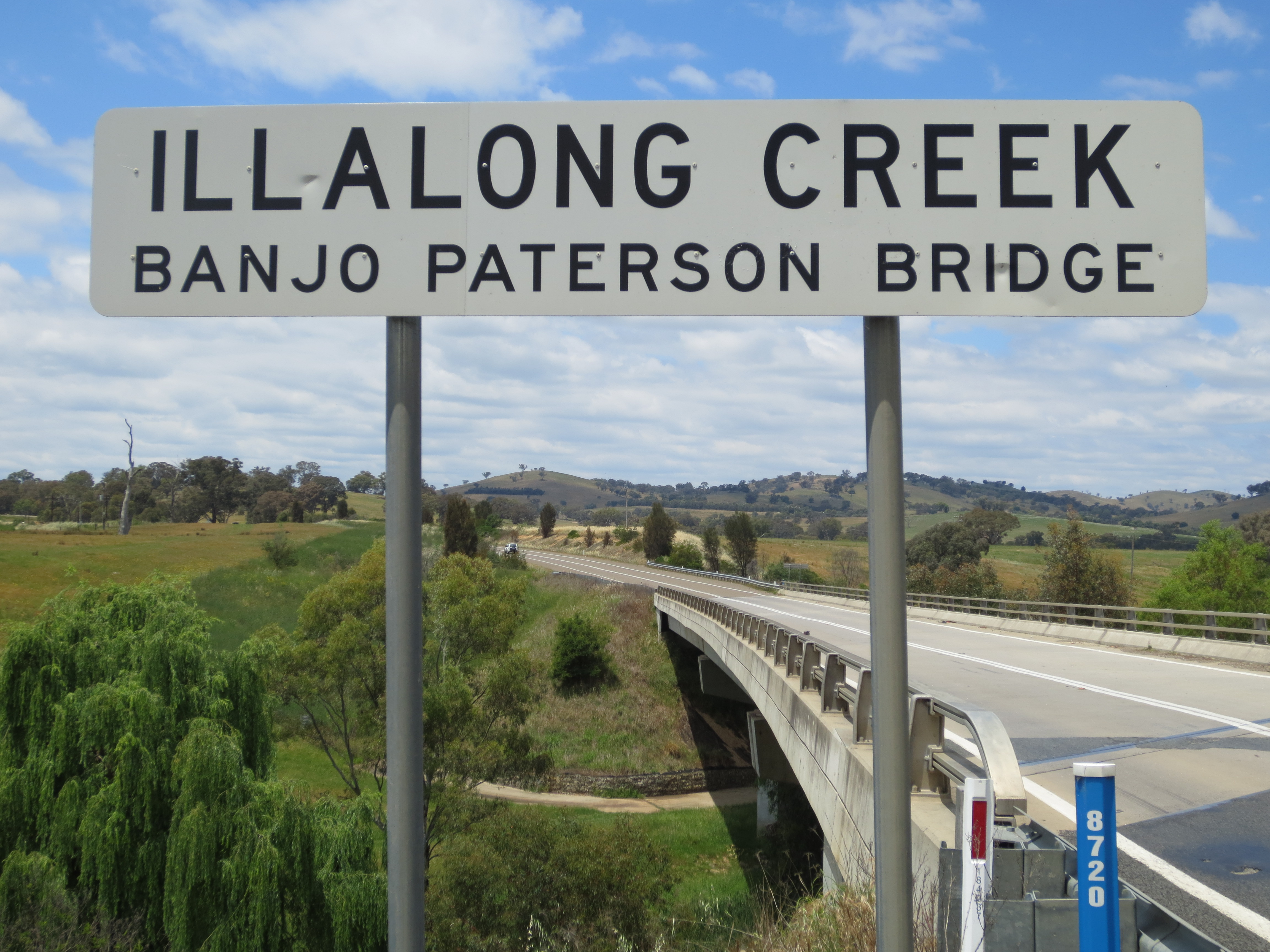
جسر بانجو باترسون على مقربة من إلالونغ

اشتهرت قصيدة «الرجل من نهر الثلجي» مع خمس قصائد أخرى في جريدة «ذا بوليتين» والتي جعلت اسم بانجو مألوفا.في عام 1895، نشرت دار أنجس وروبرتسون هذه القصائد في مجموعة من القصائد الأسترالية. وبيع من الكتاب 5000 نسخة في الأشهر الأربعة الأولى من النشر.
في عام 1895، توجه باترسون شمالا إلى محطة داغورث بالقرب من وينتون في كوينزلاند. وكان باترسون يسافر مع خطيبته سارة رايلي والتقيا بصديقتها القديمة في المدرسة كريستينا ماكفرسون التي حضرت سباقا في وارنامبول في فيكتوريا. سمعت سارة رايلي فرقة تعزف لحنا هناك، وعلق اللحن في رأسها واعادت عزفها لباترسون على آلة الأوتوهارب. حفظ باترسون اللحن وألهمه لتأليف أغنية «والتزنج ماتيلدا». ودار الكثير من النقاش حول ما ألهمه لكتابة الكلمات، إلا أن هذه الأغنية أصبحت إحدى أشهر قصائده.
وبالإضافة إلى هذه الأغنية، كتب باترسون كلمات أغاني أخرى مع نوتة بيانو، مثل The Daylight is Dying”"  و Last Week.  ونشرت أيضا من قبل أنجس وروبرتسون بين عامي 1895 و 1899. في عام 1905، أصدر دار النشر مجموعة بعنوان "أغاني الأحراش القديمة Old Bush Songs، وهي مجموعة من قصائد باترسون تم تجميعها منذ عام 1895.
رغم أن باترسون عاش وعمل في سيدني في معظم حياته، إلا أن قصائده رسمت صورة رومانسية عن الأحراش وشخصية أهل الأحراش. وتأثر بعمل شاعر أسترالي آخر هو جون فاريل، وكان يمثل شخصية مواطن الأحراش كشخصية قوية ومستقلة وبطولية وأصبحت الصفات المثالية التي بنيت عليها الشخصية الوطنية.
ألف باترسون روايتين؛ An Outback Marriage عام 1906 و The Shearer's Colt عام 1936، والعديد من القصص القصيرة، وألف كتابا على أساس تجاربه كمراسل حربي؛ Happy Dispatches عام 1934. كما ألف كتابا للأطفال بعنوان «الحيوانات التي نسيها نوح» (1933)
قام الممثل جاك تومسون بتسجيل عدد من قصائد باترسون المعروفة،  ولعب تومسون دور كلانسي في الاقتباس السينمائي عام 1982 لقصيدة «الرجل من نهر الثلجي».
ذكرت تقارير إعلامية في أغسطس 2008 أنه عثر قصيدة لم تكن معروفة من قبل في مذكرات الحرب التي كتبها خلال حرب البوير. 

## الإرث
تظهر صورة بانجو باترسون على ورقة 10 دولارات إلى جانب رسم مستوحى من قصيدة «الرجل من نهر الثلجي»، وكذلك نص القصيدة نفسها مطبوع في نقش الحماية من التزوير.
في عام 1981 تم تكريمه على الطوابع البريدية الصادرة عن البريد الأسترالي.
سميت عليه كلية أ. ب. باترسون في أروندل على غولد كوست في كوينزلاند، وكذلك مكتبة أ. ب. «بانجو» باترسون في مدرسة سيدني لقواعد اللغة.
في عام 1983 كانت أغنية «والتزينغ ماتيلدا» بأداء مغني الكانتري الأسترالي سليم داستي هي أول أغنية بثها رواد الفضاء إلى الأرض.

## وصلات خارجية
- بانجو باترسون على موقع IMDb (الإنجليزية)
- بانجو باترسون على موقع الموسوعة البريطانية (الإنجليزية)
- بانجو باترسون على موقع ميوزك برينز (الإنجليزية)
- بانجو باترسون على موقع ديسكوغز (الإنجليزية)
- بانجو باترسون على موقع قاعدة بيانات الفيلم (الإنجليزية)

- AB 'Banjo' Paterson Biographical Summary – Reserve Bank of Australia website
- Family Tree
- Photos of Banjo Paterson memorial outside Orange NSW
- مؤلفات Andrew Barton Paterson في مشروع غوتنبرغ
- أعمال أو نبذة عن بانجو باترسون على أرشيف الإنترنت
- أعمال أو نبذة عن Andrew Barton Paterson على أرشيف الإنترنت
- أعمال بانجو باترسون في ليبري فوكس
- Works by A B Paterson at Project Gutenberg Australia
- "The Man from Snowy River and Other Verses" on Freeread.co.au
- منظمة ناشيونال جيوغرافيك magazine August 2004 article on "Banjo" Paterson
- Banjo Paterson Biography at www.wallisandmatilda.com.au
- Paterson, Andrew Barton (Banjo) (1864–1941) The National Library of Australia's Federation Gateway (Retrieved 5 August 2007)
- Listen to the first recording of the song Waltzing Matilda on australianscreen online
- 'Waltzing Matilda' was added to the National Film and Sound Archive's Sounds of Australia registry in 2008.